# 箔一
株式会社箔一（はくいち、英: Hakuichi Co., Ltd.）は、石川県金沢市に本社を置く金箔（金沢箔）メーカーである。
「金箔総合企業」を掲げている。箔そのものだけでなく、金箔を使った美術工芸品や雑貨・文房具、化粧品、インテリアの製造・販売と、建物の内外装も手掛けている。金箔製造の副産物である金箔打紙製法によるあぶらとり紙を全国に先駆けて開発した。

## 歴史・概要
金沢市の箔屋四男と結婚して専業主婦をしていた浅野邦子（現・代表取締役会長）が、第一次オイルショック（1973年）後の不況下、家計を補うため起業した。当時の金沢箔業界は、屏風や仏壇、漆器の製造業者に箔のみを納める分業制が主流だった。最終製品も生産しようという箔一は地元で異端視されたが、東京などで開かれる物産展を通じて販路開拓と多角化を進めた。同社の金箔は東京スカイツリーや成田空港の内装にも採用された。
結果的に金沢箔の用途・需要拡大とブランド向上に繋がったことが地元で評価され、金沢市産業功労賞（2017年）に選ばれるなどしている。

## 箔一本店 箔巧館
箔一が運営する日本最大級の金箔総合ミュージアム。箔貼りの体験教室や金箔のかがやきソフトクリームを販売するカフェも存在する。

## 沿革
- 1975年 - 箔一を浅野邦子（現・代表取締役会長）が創業。
- 1976年 - 全国で初めて金箔打紙製法によるあぶらとり紙を開発。
- 1977年 - 株式会社箔一設立。
- 1986年 - 直営店「箔一」を香林坊アトリオに開設。
- 1987年 - 料理用金箔の発売。
- 1987年 - 箔貼り体験用の新しい技法を開発
- 1990年 - 食用金箔のスプレーを開発
- 1997年 - 箔一本店 箔巧館建設
- 1997年 - 建材分野に参入
- 1998年 - 金沢百番街店オープン
- 2000年 - 東京営業所開設
- 2003年 - ISO9001:2000認証取得。
- 2006年 - 金箔タトゥーシール開発
- 2009年 - 長男の浅野達也に社長交代。
- 2012年 - 東京スカイツリーのインテリアで箔仕上げが採用される。
- 2015年 - 国立天文台野辺山宇宙電波観測所の反射鏡に金箔施工。
- 2016年 - 会長浅野邦子が経団連審議員会副議長就任[4]
- 2017年 - 日米首脳会談のお土産として箔一の工芸品が採用
- 2017年 - 箔一　安原第五工場が稼働
- 2018年4月20日 - 日本最大級の体感型金箔総合ミュージアムとして、本店箔巧館がリニューアルオープン[5]。